# Sequiviridae
Sequiviridae és una família de virus del tipus ARN monocatenari + que infecten algunes plantes.

## Gèneres
- Gènere Sequivirus; espècie tipus: Parsnip yellow fleck virus (en xirivia)
- Gènere Waikavirus; espècie tipus: Rice tungro spherical virus (en arròs tungro)